# Dragon Ash
Dragon Ash (ドラゴンアッシュ, Doragon Asshu, littéralement « Cendre de dragon ») est un groupe de rap rock japonais, originaire de Tokyo. Il possède des influences hip-hop, rock, drum and bass, samba et reggae. Le groupe est populaire au Japon où ils furent parmi les premiers à introduire la culture rap. Les paroles de leurs chansons sont principalement en japonais mais également en anglais et en espagnol.

## Biographie

### Formation et stylemixture(1996–2011)
Dragon Ash est formé en 1996 par Kenji « Kj » Furuya et Makoto Sakurai. Après deux EP en 1997, The Day Dragged On et Public Garden, le groupe enregistre plusieurs albums : Mustang! en 1997, Buzz Songs en 1998 et Viva la Revolution en 1999.
L'album Lily of da Valley sort en 2001. La chanson Shizukana Hibi Kaidan Wo est utilisée dans le générique de fin du film Battle Royale (2001), réalisé par Kinji Fukasaku. Le groupe sort une double compilation, The Best of Dragon Ash With Changes Vol.1 et The Best Of Dragon Ash With Changes Vol.2, à l'occasion de leurs dix années d'activité. Les chansons ont été choisies à l'aide d'un système de vote proposé aux amateurs du groupe.
En 2009 sort l'album Freedom, qui contient la chanson Mixture. Ce terme est utilisé au Japon pour représenter le genre musical de la fusion, dont ils sont l'un des groupes les plus représentatif. L'album Mixture sort en 2010, suivi par la tournée Tour Rampage en 2011, où se produisent d'autres groupes émergents de mixture en première partie de leurs concerts, tels que Radigalhen, Etchika ou Knock Out Monkey,.

### Décès d'Ikuzo Baba (2012)
Le 21 avril 2012, l'un des premiers membres du groupe, le bassiste Ikuzo Baba, aussi connu sous le nom d'Iküzöne, est retrouvé mort dans son studio à Tokyo des suites d'une insuffisance cardiaque. Un EP à sa mémoire, Run to the Sun/Walk with Dreams, est sorti le 9 septembre 2012, comprenant les deux derniers enregistrements auxquels il avait participé en tant que bassiste de Dragon Ash, ainsi qu'un remix de Run to the Sun par I.N.A du groupe Hide with Spread Beaver, et un remix de Walk with Dreams par Toshiya, le bassiste du groupe Dir en grey.
Depuis son décès, les lignes de basses sont composées et enregistrées en studio par Kenji « Kj » Furuya et le bassiste de Rize, KenKen, assure les sessions live pour Dragon Ash. Le 22 août 2012, pour commémorer la quinzième année de sa formation, le groupe sort une compilation de ses chansons les plus emblématiques intitulée Loud & Peace. Le premier CD, LOUD, contient des chansons énergiques, tandis que PEACE rassemble des ballades du groupe. Un troisième CD en édition limitée contient des versions alternatives de plusieurs titres.

### Nouvelles activités (depuis 2013)
En décembre 2013, le groupe annonce la sortie d'un nouvel album, The Faces, pour le 15 janvier 2014, ainsi qu'une tournée japonaise intitulée 『THE SHOW MUST GO ON』 qui aura lieu en février 2014. L'album comprend les deux derniers titres enregistrés par Ikuzo Baba, Walk With Dreams et Run to the Sun. Plusieurs chansons de cet album sont utilisées dans différents médias : Trigger a été choisie comme thème du jeu vidéo Resident Evil: Revelations (au Japon Biohazard: Revelations), Blow Your Mind est utilisée pour la bande annonce du film Crows Explode et Curtain Call est choisie comme thème du drama Tenchu ~Yami no Shiokinin~.

## Membres

### Membres actuels
- Kenji « Kj » Furuya - guitare, chant (depuis 1996)
- Makoto Sakurai - batterie (depuis 1996)
- Tetsuya « DJ Bots » Sato - DJ (depuis 1999)
- Hiroki Sugiyama - guitare (depuis 2003)
- Masaki « Dri-V » Chiba - danse (depuis 2003)
- Atsushi Takahashi - danse (depuis 2003)

### Anciens membres
- Ikuzo Baba - basse (1997-2012)

## Discographie

### Albums studio
- 1997 : Mustang!
- 1998 : Buzz Songs
- 1999 : Viva la Revolution
- 2001 : Lily of da Valley
- 2003 : Harvest
- 2005 : Río de Emoción
- 2007 : Independiente
- 2009 : Freedom
- 2010 : Mixture
- 2014 : The Faces

### EP
- 1997 : The Day Dragged On
- 1997 : Public Garden

### Compilations
- 2007 : The Best Of Dragon Ash With Changes Vol.1
- 2007 : The Best Of Dragon Ash With Changes Vol.2
- 2012 : Loud & Peace

### Singles
- 1997 : Rainy Day And Day
- 1998 : Hi Wa Mata Noborikuri Kaesu
- 1998 : Under Age's Song
- 1999 : Let Yourself Go, Let Myself Go
- 1999 : Grateful Days
- 1999 : I Love Hip Hop
- 2000 : Deep Impact
- 2000 : Summer Tribe
- 2000 : Lily's E.P.
- 2002 : Life Goes On
- 2002 : Fantasista
- 2003 : Morrow
- 2004 : Shade
- 2005 : Crush the Window
- 2005 : Yuunagi Union
- 2006 : Ivory
- 2006 : Few Lights Till Night
- 2006 : Yume de Aetara
- 2008 : Velvet Touch
- 2008 : Tsunagari Sunset
- 2009 : Unmei Kyodotai
- 2009 : CALLIN'
- 2012 : Run to the Sun/Walk with Dreams
- 2013 : Here I Am
- 2013 : Lily
- 2016 : Hikari no Machi

### LP
- 1998 : Free Your Mind #33
- 2000 : Deep Impact
- 2000 : Summer Tribe
- 2000 : Episode 2
- 2000 : Amploud
- 2000 : Shizuka na Hibi no Kaidan Wo
- 2004 : Harvest Remixes

### Autres albums
- 2003 : Mob Squad
- 2004 : Harvest Remixes

### Compilations de clips vidéo
- 2001 : Buzz Clips (également sorti en VHS)
- 2001 : Lily da Video (également sorti en VHS)
- 2003 : Posse In Video (également sorti en VHS)
- 2005 : Video de Emoción